# Goldbachova hypotéza

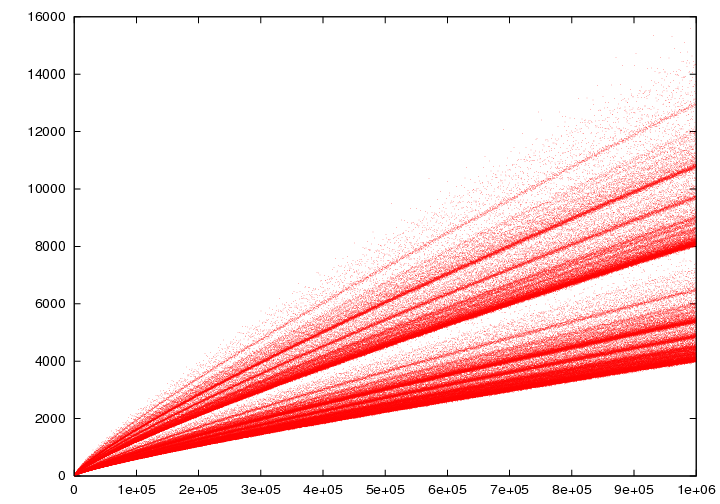
Graf znázorňující počet způsobů, kterými lze dané číslo n rozložit na součet dvou prvočísel (pro 4≤n≤1 000 000)

Goldbachova hypotéza je jeden z nejstarších a nejslavnějších dosud nevyřešených problémů matematiky, který spadá do teorie čísel. V moderní formulaci jako osmý z Hilbertových problémů zní následovně:
Každé sudé číslo větší než 2 lze vyjádřit jako součet dvou prvočísel.
Poprvé byla tato hypotéza formulována v korespondenci mezi matematiky Christianem Goldbachem a Leonhardem Eulerem v roce 1742. Po více než 270 letech marných pokusů o její dokázání není známo, zda platí anebo je rozhodnutelná. Většina matematiků se ale přiklání k názoru, že toto tvrzení platí.

## Z historie

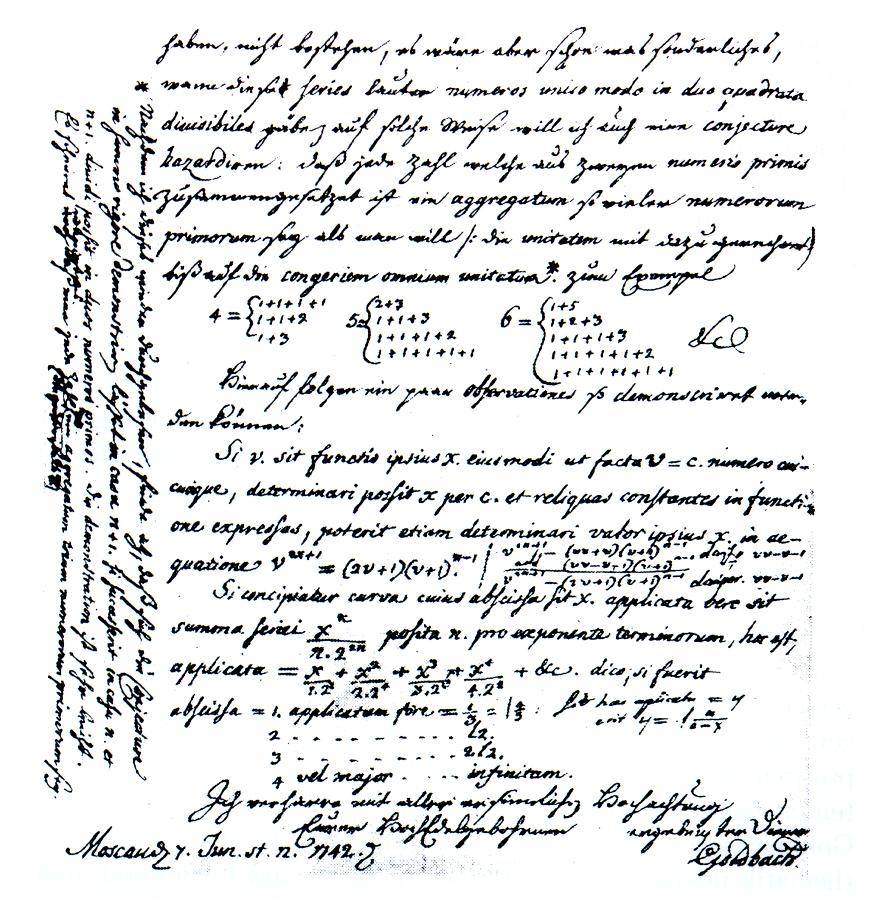
Dopis Christiana Goldbacha Leonhardu Eulerovi 7. června 1742.

V první polovině 18. století napsal akademik Goldbach (1690-1764) z Petrohradu svému příteli Eulerovi, jednomu z největších matematiků všech dob:
„Poslyšte velmi zajímavý úkol. Vezmu libovolné číslo větší než 5, např. 77. Můžeme je vyjádřit jako součet tří prvočísel: 77 = 53 + 17 + 7. Zvolím ještě jiný příklad, číslo 461. Opět platí 461 = 449 + 7 + 5, atd. Jak dokážeme, že to platí pro každé číslo? Libovolná zkouška tento výsledek potvrzuje, jenže život nestačí k tomu, abychom probrali všechna lichá čísla. Potřebujeme obecný důkaz a ne zkoušky.“
Euler na dopis odpověděl, že Goldbachův problém je správný, i odpověď je správná, ale důkaz se mu nepodařilo nalézt. Naopak objevil novou věc, nazvanou od těch dob Eulerův problém: Každé sudé číslo, počínaje čtyřkou, můžeme vyjádřit jako součet dvou prvočísel. Jenže ani tento zákon se mu nepodařilo obecně dokázat a pozdější rozbory ukázaly, že důkaz Eulerova problému je mnohem obtížnější než důkaz Goldbachova problému. Oba tyto problémy vzdorovaly dvě stě let úsilí mnohých matematiků.
Teprve roku 1937 se důkaz Goldbachova problému podařil sovětskému matematiku Vinogradovovi, který dokázal, že v přirozené řadě čísel existuje jisté veliké číslo, za nímž všechna ještě větší lichá čísla se dají rozložit na součty tří prvočísel. Odpověď na otázku, jak velké to musí být číslo, aby tento důkaz platil, našel jeho žák Borozdkin, jenže jeho číslo mělo 4 miliony desítkových míst. Další matematici hranici snížili a všechna menší čísla do 1020 prověřili na počítači Deshouillers a kol., takže důkaz je úplný.
Obdobu Eulerova problému se podařilo dokázat pro šest a čtyři prvočísla, na obecný důkaz pro 3 a 2 prvočísla však dosud čeká. Přinese svému řešiteli světovou slávu, úměrnou obtížím, jež bude třeba překonat.